# FOUR40
El rascacielos denominado FOUR40 (hasta 2015 conocido como One Financial Place) es un edificio de 40 plantas y 157 metros de altura, construido en la ciudad de Chicago, Illinois (Estados Unidos). Fue terminado en 1985 y fue diseñado por estudio Skidmore, Owings & Merrill, que anteriormente había diseñado otros edificios de gran altura, como el edificio 401 East Ontario, el 78.º rascacielos más alto de Chicago.
FOUR40 alberga, entre otras enseñas, el Chicago Stock Exchange (Bolsa de Valores de Chicago). También tiene alojados en su interior el famoso restaurante Everest y un Hotel boutique localizado en el piso superior.